# سامسونج إكسبيرينس
سامسوج إكسبيرينس (بالإنجليزية: Samsung Experience)‏ أو تجربة سامسونج هي واجهة المستخدم التي تستخدمها شركة سامسونج على هواتفها التي تحمل علامة جالكسي، وهذا بنظام التشغيل أندرويد. حيث كان إسمها الأصلي هو تتش-وز (TouchWiz)، والذي غُيّر في أواخر عام 2016 على أساس إصدار بيتا من أندرويد نوجا (Nougat) على عائلة سامسونج جالكسي إس 7.

## تاريخ

### تتش-وز
كان تتش وز هو الاسم السابق الذي استخدمته شركة سامسونج المستخدم في الواجهة الرسومية والأيقونات الخاصة بها. وهذه الواجهة صدرت أول مرة في 4 يونيو 2010، لهاتفها الذكي جالكسي إس.

## ون يو أي
ون يو اي هي امتداد لواجهة سامسونج اكسبيرينس ضهرت لأول مره مع اندرويد 9.0 وصدرت في 2019 وتم تغيير الايقونات ولوحة الاشعارات والاعدادات مع ذالك لا تزال مالوفة للمستخدم من حيث طريقة الاستعمال وتغيرت من حيث المنضر والمميزات والسرعة

### العلامة التجارية
في 15 ديسمبر 2015، سجل سامسونج علامتها التجارية باسم «تجربة سامسونج» (Samsung Experience) سوية مع شعارها الحالي.